# 双龙镇 (靖远县)
双龙镇，是中华人民共和国甘肃省白银市靖远县下辖的一个乡镇级行政单位。
2016年6月8日，甘肃省民政厅批复同意撤销双龙乡，设立双龙镇。

## 行政区划
双龙镇下辖以下地区：
北城村、永和村、黄坪村、城川村、双龙村、碾沟村、义和村和仁和村。